# Ivanko Vlašićak
Ivanko Vlašićak (virje) je hrvatski književnik i leksikograf.  Bio je dijelom plejade hrvatskih svećenika pripovjedača iz prve polovice 19. stoljeća.
Rodio se je u Virju. Bio je župnik u Buku od 1931. do 1934. godine. Došao je iz Čaglića. Agitirao je za HSS. U Požeškom Brestovcu ubili su ga četnički nastrojene osobe.